# Música dance
La música dance o simplement dance o música electrònica de ball (de l'anglès electronic dance music o EDM) és una àmplia gamma de gèneres de música electrònica de percussió creats originalment per a discoteques, raves i festivals. Generalment es produeix per a la reproducció per discjòqueis (DJ) que creen seleccions de pistes, anomenades DJ mix, passant d'una gravació o pista a una altra. Des dels seus inicis, l'EDM s'ha expandit per a incloure una àmplia gamma de subgèneres.
A finals de la dècada de 1980 i principis de la dècada de 1990, després de l'aparició de la ràdio pirata, els festivals clandestins i l'augment de l'interès per la cultura de clubs, l'EDM va aconseguir una popularitat generalitzada a Europa. Tot i que tant l'electro com el gènere Chicago house van ser influents tant a Europa com als Estats Units d'Amèrica, els mitjans de comunicació convencionals i la indústria discogràfica es van mantenir distanciats d'aquesta música. També es va percebre una associació entre l'EDM i la cultura de les drogues, que va portar els governs a promulgar lleis i polítiques destinades a aturar la propagació de la cultura rave.
Posteriorment, en el nou mil·lenni, la popularitat de l'EDM va augmentar a nivell mundial. A principis de la dècada de 2010, el terme «música de ball electrònica» i la sigla «EDM» estaven essent impulsats per la indústria musical. Malgrat l'intent de la indústria de crear una marca d'EDM específica, la sigla es manté en ús com a terme paraigua per a diversos gèneres, com ara pop dance, house, tecno, drum and bass, màkina i trance, així com els seus respectius subgèneres.

## Història
Diversos gèneres d'EDM han evolucionat durant les darreres dècades, per exemple. La variació estilística dins d'un gènere EDM establert pot portar a l'aparició del que s'anomena subgènere.

### Precedents
A finals dels anys 1960 algunes formacions van crear música electrònica destinada al ball. Altres exemples primerencs de música que van influir posteriorment en la música dance inclouen la música dub durant la dècada de 1960 i 1970, la música disco a finals de la dècada de 1970 i l'electropop de Kraftwerk i Yellow Magic Orchestra a mitjans i finals dels anys 1970.

#### Dub
Es considera que la música dub és un dels precursors importants de la música de ball electrònica contemporània. Les produccions dub eren temes de reggae que emfatitzaven el ritme, elements lírics i melòdics fragmentats i textures reverberants. La música va ser pionera per enginyers d'estudi, com ara Sylvan Morris o Lee Perry. Les seves produccions incloïen formes d'edició de cinta i processament digital de so comparables a les tècniques utilitzades en la música concreta. Els productors de dub van fer barreges de reggae multipista existents utilitzant la taula de mescles d'estudi com a instrument d'actuació. També van posar en primer pla efectes espacials com ara la reverberació i el retard mitjançant l'ús de taules de mescles.
Malgrat l'equip electrònic limitat disponible per als pioners del doblatge, els seus experiments en la cultura del remix van ser musicalment d'avantguarda. L'ambient va ser pioner per els artistes sonors jamaicans, utilitzant electrònica ambiental inspirada en DJ, completa amb drop-outs, eco, equalització i altres efectes electrònics psicodèlics. Presentaven tècniques de capes i incorporaven elements de la música del món, línies de baix profund i sons harmònics.

#### Hip-hop
La música rap ha tingut certa influència en el desenvolupament de la música dance des dels anys 1970. Inspirat en el so del dub system de Jamaica, el DJ Kool Herc va introduir equips d'altaveus de grans baixos al Bronx. Una tècnica que es va fer popular a cultura hip-hop va ser reproduir dues còpies del mateix disc en dos plats giratoris en alternança. Aquesta tècnica es va utilitzar a més per fer bucle manualment d'un break purament percussiu, donant lloc al que més tard es va anomenar breakbeat.
El turntablism té l'origen en la invenció del tocadiscos d'accionament directe. L'any 1969, Kōnosuke Matsushita el va llançar com a SP-10, el primer tocadiscos d'accionament directe del mercat, i el primer de la seva influent sèrie de tocadiscos Technics. A les dècades de 1980 i 1990, els DJ de hip-hop van utilitzar els plats giratoris com a instruments musicals per dret propi i l'ús virtuós es va convertir en una pràctica creativa anomenada turntablism.

#### Discoteca
El 1974, el primer èxit disco de George McCrae, «Rock Your Baby», va ser un dels primers discos a utilitzar una caixa de ritmes. El productor de discoteca Biddu va utilitzar sintetitzadors en diverses cançons de discoteca de 1976 a 1977.
Diverses actuacions de Donna Summer, Earth, Wind and Fire i Village People van ajudar a definir el gènere disco de finals de la dècada de 1970. Giorgio Moroder i Pete Bellotte van produir «I Feel Love» per a Donna Summer el 1977. Es va convertir en el primer èxit disco conegut que tenia una pista de fons completament sintetitzada. Altres productors de discos van agafar idees i tècniques de la música dub (que va venir amb l'augment de la migració de Jamaica a la ciutat de Nova York als anys 1970) per oferir alternatives a l'estil four-on-the-floor que dominava. Durant la dècada de 1980, la popularitat de la música disco va disminuir bruscament als Estats Units mentre que a Europa va continuar evolucionant dins de l'ampli panorama de la música pop.

#### Synthpop
El synthpop o techno-pop és un gènere musical que es va fer prominent per primera vegada a finals dels anys 1970 i presenta el sintetitzador com l'instrument musical dominant. Va ser prefigurat a la dècada de 1960 i principis de la dècada de 1970 per l'ús de sintetitzadors en rock progressiu, electrònica, art rock, disco i, particularment, el krautrock de formacions com Kraftwerk. Va sorgir com un gènere diferent al Japó i al Regne Unit a l'era post-punk com a part del moviment new wave de finals dels anys 1970.
Després de l'avenç de Gary Numan a la UK Singles Chart l'any 1979, un gran nombre d'artistes van començar a gaudir d'èxit amb un so basat en sintetitzadors a principis dels anys 1980, inclosos els debutants de finals dels 1970 com Japan i Orchestral Maneuvers in the Dark, i nouvinguts com ara Depeche Mode i Eurythmics. El desenvolupament de sintetitzadors polifònics econòmics, la definició de MIDI i l'ús de ritmes de ball, van donar lloc a un so més comercial i accessible per al synthpop. Això juntament amb l'adopció per part d'actuacions de l'estil del moviment New Romantic i l'auge de l'MTV, va portar a l'èxit d'un gran nombre de grups de synthpop com inclosos Duran Duran i Spandau Ballet.

### Música dance als anys 1980
L'aparició de la música damce als anys 1980 va ser influenciada pel desenvolupament de diversos instruments musicals electrònics nous. El Roland TR-909, TB-303 i Juno-60 van influir de manera similar en la música electrònica com el tecno, el house i l'acid-house.

#### Post-discoteca
Durant l'era post-discoteca que va seguir la reacció contra la música disco que va començar a mitjans i finals de 1979 a la Costa Est dels Estats Units. El gènere que va sorgir es va originar a partir del P-Funk, la part electrònica de la música disco, dub i altres gèneres. En aquest moment, el control creatiu va començar a passar a companyies discogràfiques independents, productors menys establerts i DJs de clubs. Altres estils de ball que van començar a popularitzar-se durant l'era post-disco inclouen el pop dance, boogie, electro, Italo disco, house i tecno.

#### Electro

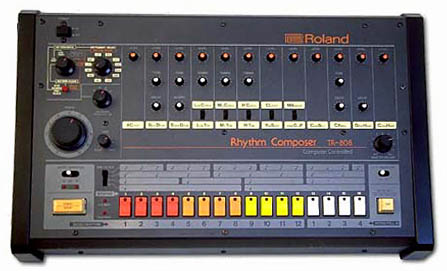
L'instrument que proporcionava els ritmes de bateria programats sintetitzats de l'electro, la caixa de ritmes Roland TR-808.

A principis de la dècada de 1980, l'electro va sorgir com una fusió de synthpop, funk i boogie. També anomenat electro-funk o electro-boogie, però més endavant escurçat a electro. Els primers raps combinats amb influències electropop alemanyes i japoneses com Kraftwerk i Yellow Magic Orchestra van inspirar el naixement de l'electro. A mesura que es va desenvolupar el so electrònic, instruments com el baix i la bateria van ser substituïts per sintetitzadors i, sobretot, per caixes de ritmes, particularment el Roland TR-808 i el Yamaha DX7. Els primers anys 1980 van ser el punt àlgid de l'electro. Segons l'autor Steve Taylor, «Planet Rock» d'Afrika Bambaataa serveix com a «model per a tota la música de ball interessant des d'aleshores».

#### Techno, acid-house i rave

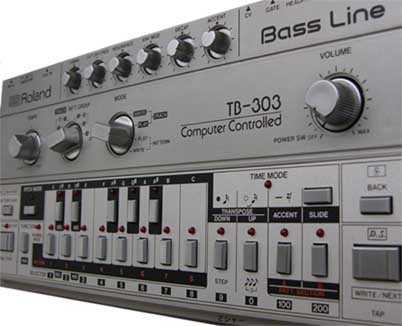
Roland TB-303: el sintetitzador que s'utilitzava de manera destacada a l'acid-house.

A mitjans dels anys 1980, la música house va prosperar a Eivissa. El so balear era l'esperit de la música sorgida de l'illa en aquella època; la combinació d'antics discos de vinil rock, pop, reggae i disco combinats amb «qualsevol cosa» van fer d'Eivissa un centre d'experimentació musical. Un club anomenat Amnesia, el DJ resident del qual, Alfredo Fiorito, pioner del balearic beat, va ser el centre de l'escena, es va fer coneguda a tot Europa i a finals de la dècada de 1980 va atraure gent de tot el continent.
El 1988, la música house s'havia convertit en la forma més popular de música de club a Europa, amb l'acid-house desenvolupant-se com una tendència notable al Regne Unit i Alemanya el mateix any. Al Regne Unit, una subcultura de festes populars establerta, centrada en l'escena del sistema de so britànic afrocaribeny, alimentava les festes posteriors clandestines que inclouen exclusivament música de ball. També l'any 1988, l'ambient de festa balear associat al DJ eivissenc Alfredo Fiorito es va traslladar a Londres, quan Danny Rampling i Paul Oakenfold van obrir els clubs Shoom i Spectrum, respectivament. Tots dos llocs es van convertir en sinònim d'acid-house. L'èxit del house i l'acid-house va obrir el camí al Detroit Techno, un estil que inicialment va ser recolzat per un grapat de clubs de música house a Chicago, Nova York i el nord d'Anglaterra. El terme tecno es va utilitzar per primera vegada després del llançament d'una recopilació de 10 Records/Virgin Records titulada Techno: The Dance Sound of Detroit el 1988.
Una de les primeres produccions de Detroit que va rebre més atenció va ser «Strings of Life» (1987) de Derrick May, que va ajudar a augmentar el perfil del tecno a Europa, especialment al Regne Unit i Alemanya, durant el boom de la música house de 1987-1988. A finals de la dècada de 1980, l'interès pel house, l'acid-house i el tecno va augmentar de forma notable fins al punt que l'estiu de 1989, fins a 25.000 persones a la vegada podien assistir a festes underground anomenades raves.

### Música de ball als anys 1990

#### Trance
El trance va sorgir de la música rave al Regne Unit a finals dels anys 1980 i es va desenvolupar encara més durant els primers anys 1990 a Alemanya abans d'estendre's per la resta d'Europa, com una branca més melòdica del tecno i el house. El trance és majoritàriament instrumental, encara que es poden barrejar les veus: normalment són interpretades per solistes femenines de mezzosoprano a soprano, sovint sense una estructura tradicional de vers/cor. La forma vocal estructurada en la música trance constitueix la base del subgènere vocal trance. La música trance es divideix en una sèrie de subgèneres que són encreuaments amb altres gèneres de música electrònica. Per exemple, el tech trance és una barreja de trance i tecno, i el vocal trance «combina els elements progressius de trance amb la música pop». El gènere del dream trance es va originar a mitjans dels anys 1990, amb la seva popularitat liderada llavors per Robert Miles.

#### Breakbeat, hardcore, jungle i drum and bass
A principis de la dècada de 1990, dins de l'escena rave es va desenvolupar un estil de música que tenia una identitat diferent del house i el techno nord-americans. Aquesta música, com el hip-hop anterior, combinava ritmes sincopats o breakbeats mostrejats, altres mostres d'una àmplia gamma de gèneres musicals diferents i, ocasionalment, mostres de música o diàlegs. En relació amb els estils anteriors de música de ball com el house i el tecno, l'anomenada «música rave» tendeix a emfatitzar els sons de baix i utilitzar tempos més ràpids. Aquest subgènere es coneixia com a rave hardcore, però des de 1991, algunes pistes musicals formades per aquests breakbeats d'alt ritme, amb línies de baix pesades i mostres de música jamaiquina més antiga, es coneixien com «jungle tecno».
El 1994, el jungle tecno havia començat a guanyar popularitat, i els seguidors de la música es van convertir en una part més reconeixible de la subcultura juvenil. El gènere es va desenvolupar encara més, incorporant i fusionant elements d'una àmplia gamma de gèneres musicals existents, com ara el so raggamuffin, el dancehall, el rapeig, les línies de baix dub i la percussió breakbeat cada cop més complexa. L'any 1995, ja sigui com a reacció o independentment d'aquest cisma cultural, alguns productors de jungle van començar a allunyar-se de l'estil influït pel ragga i van crear el que s'anomenaria col·lectivament com drum and bass.

### La música dance al segle XXI

#### Dubstep
El dubstep és un gènere de música electrònica de ball que es va originar al sud de Londres a finals dels anys 1990. Generalment es caracteritza per pocs patrons rítmics i sincopats amb línies de baix que contenen freqüències greus destacades. L'estil va sorgir com una branca de l'UK garage, basant-se en un llinatge d'estils relacionats com ara 2-step, dub reggae, jungle i grime.
Els primers llançaments de dubstep coneguts es remunten a 1998. Aquestes pistes eren remescles més fosques i experimentals amb menys èmfasi en la veu, i intentaven incorporar elements de breakbeat i drum and bass. El terme «dubstep» en referència a un gènere de música va començar a utilitzar-se al voltant de l'any 2002, moment en què les tendències estilístiques utilitzades per crear aquests remix van començar a fer-se més notables i diferents del 2-step i el grime.

#### Electro house
L'electro house és una forma de música house caracteritzada per un bombo prominent i un tempo entre 125 i 135 pulsacions per minut, normalment 128. El terme s'ha utilitzat per descriure la música de molts DJ Magazine Top 100 DJs, incloent Dimitri Vegas & Like Mike, Hardwell, Skrillex i Steve Aoki. A mitjans dels anys 2000, l'electro-house va veure un augment de popularitat, amb èxits com el remix de Tom Neville de «I See Girls» de Studio B. Des de llavors, han sorgit productors d'electrohouse com Feed Me, Knife Party, Porter Robinson, Yasutaka Nakata o Dada Life.

#### Música trap
La música trap va sorgir del tecno, el dub i el house a finals dels anys 2000 i principis dels 2010. Alguns dels artistes que van popularitzar aquest gènere són productors com RL Grime amb els temes «Core» i «Scylla» publicats el 2014, Flosstradamus amb el seu disc Hdynation Radio publicat el 2015 i Carnage amb el seu tema «Turn Up» publicat el 2012. Ara trap s'utilitza principalment per crear remescles de cançons ja existents.

## Producció

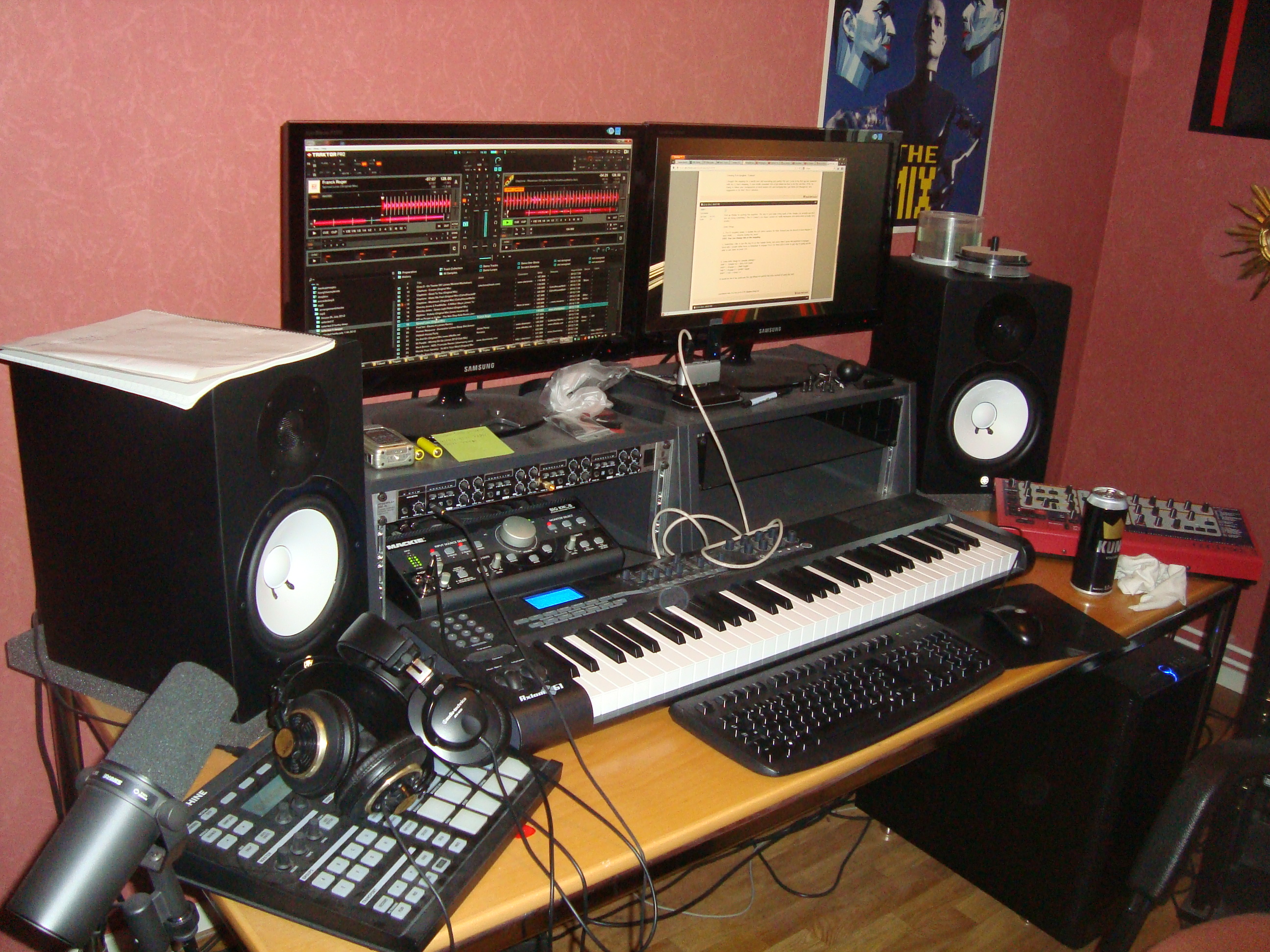
Una configuració típica d'estudi a casa per a la producció d'EDM amb ordinador, interfície d'àudio i diversos instruments MIDI.

La música dance generalment es compon i es produeix en un estudi de gravació amb equips especialitzats com mostrejadors, sintetitzadors, unitats d'efectes i controladors MIDI, tots configurats per interactuar entre ells mitjançant el protocol MIDI. En els inicis s'utilitzaven instruments musicals electrònics de maquinari i la producció es centrava principalment en la manipulació de dades MIDI en lloc de la manipulació de senyals d'àudio. Des de finals de la dècada de 1990, l'ús del programari ha augmentat. Un estudi modern de producció de música electrònica consisteix generalment en un ordinador que executa una estació de treball d'àudio digital (DAW), amb diversos connectors instal·lats, com ara sintetitzadors de programari i unitats d'efectes, que es controlen amb un controlador MIDI. Aquesta configuració generalment és suficient per completar produccions senceres, que després estan a punt per a la masterització.

### Producció fantasma
Un productor fantasma és un productor musical contractat en un acord comercial que produeix una cançó per a un altre DJ o artista que la publica com a pròpia, normalment sota un contracte que els impedeix identificar-se com a personal de la cançó. Els productors fantasma reben una simple tarifa o pagaments de fidelitat pel seu treball i sovint poden treballar en la seva preferència de no tenir la pressió intensa de la fama i l'estil de vida d'un DJ reconegut internacionalment. Un productor fantasma pot augmentar la seva notorietat en la indústria de la música en familiaritzar-se amb DJ i productors de renom establerts. Productors com Martin Garrix i Porter Robinson sovint es destaquen pel seu treball de producció fantasma per a altres productors, mentre que David Guetta i Steve Aoki es destaquen pel seu ús de productors fantasma a les seves cançons, mentre que DJs com Tiësto han estat acreditant obertament als seus productors per intentar evitar-los censura i per transparència.

### Producció bedroom
Un bedroom producer és un artista independent que crea música electrònica al seu ordinador o a un estudi domèstic. A diferència dels estudis de gravació tradicionals, els productors de domèstics solen utilitzar programari i equips accessibles i de baix cost que poden fer que la música es creï sense maquinari extern.

## Popularització i impacte social
Inicialment, la popularització de la música dance es va associar amb la cultura rave i de club europea. A mitjans i finals de la dècada de 1990 l'interès per la música electrònica va anar en augment. A mitjans de la dècada del 2000, el productor holandès Tiësto va cridar l'atenció mundial de l'EDM després de proporcionar una banda sonora a l'entrada dels atletes durant la cerimònia d'obertura dels Jocs Olímpics d'Estiu de 2004, un esdeveniment que The Guardian va considerar com un dels 50 esdeveniments més importants de música dance. Amb la creixent popularitat de la música de ball electrònica, els promotors i els locals es van adonar que els DJ podien generar beneficis més grans que els músics tradicionals.
Els festivals de música electrònica, com l'Ultra Music Festival a Miami, també van créixer en mida, posant un major èmfasi en les experiències visuals i els DJ que havien començat a assolir un estatus de celebritat. Altres actes importants que van guanyar protagonisme, com Avicii i Swedish House Mafia, van recórrer llocs importants com arenes i estadis en lloc de punxar a clubs; el desembre de 2011, Swedish House Mafia es va convertir en el primer grup de música electrònica a plenar el Madison Square Garden de Nova York.

### Festivals

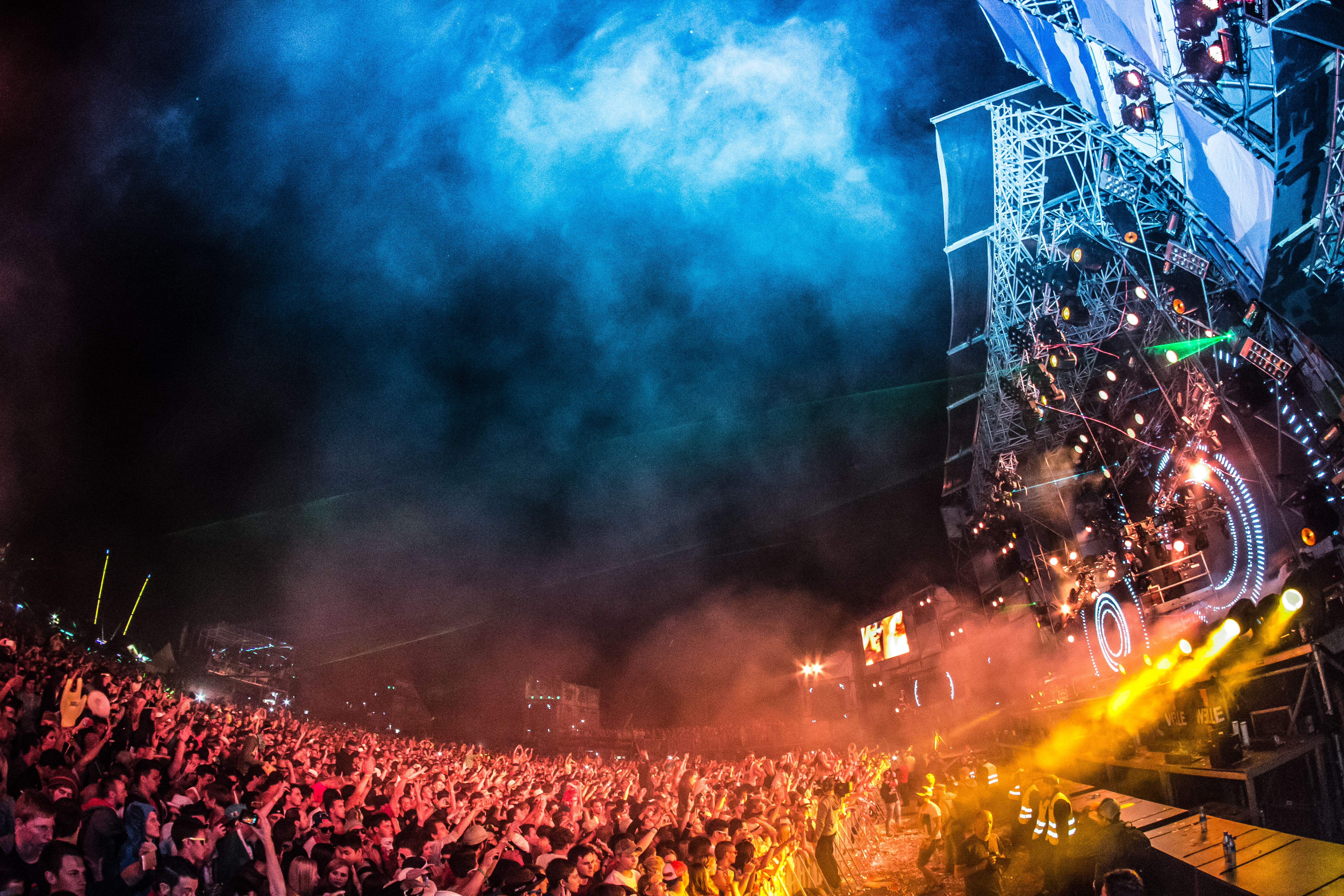
Un festival EDM l'any 2013 a Plainfeld, Àustria, amb més de 100.000 assistents.

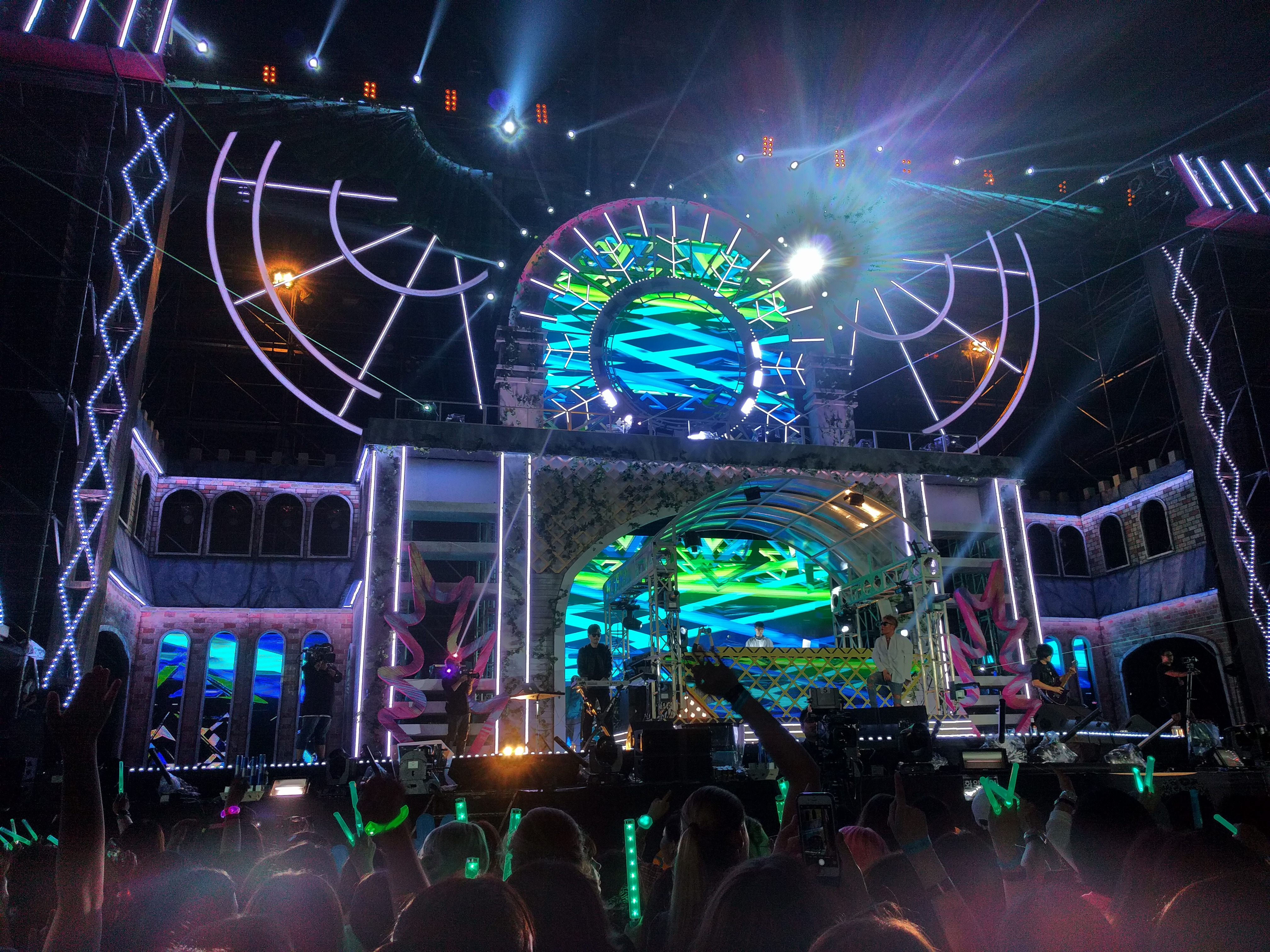
Festival de música Spectrum Dance el 2016

A la dècada de 1980, la música de ball electrònica sovint es tocava en festes rave clandestines celebrades en llocs secrets, per exemple, magatzems, hangars abandonats, camps o qualsevol altra àrea gran i oberta. A les dècades de 1990 i 2000, la cultura rave dels anys 1980 i principis del 1990 van començar a evolucionar cap a concerts i festivals d'EDM legals i organitzats. Els festivals principals solen presentar un gran nombre d'actes que representen diversos gèneres EDM repartits en múltiples escenaris. Els festivals han posat més èmfasi en els espectacles visuals com a part de les seves experiències generals, incloent dissenys escènics elaborats amb temàtiques subjacents, sistemes d'il·luminació complexos, espectacles làser i pirotècnia. Aquests esdeveniments es diferenciaven de les raves clandestines per la seva naturalesa organitzada, que sovint tenien lloc en llocs importants, i amb mesures per garantir la salut i la seguretat dels assistents. La popularitat de l'EDM i els festivals també va fer que alguns festivals multigènere no molt associats a la música electrònica afegissin més música electrònica a la seva programació.